# فیل سفید (فیلم ۲۰۲۲)
فیل سفید (به انگلیسی: White Elephant) یک فیلم اکشن آمریکایی به نویسندگی و کارگردانی جسی وی. جانسون با بازی مایکل روکر، اولگا کوریلنکو و بروس ویلیس است.

## داستان
این فیلم دربارهٔ یک سرباز سابق نیروی دریایی است که تبدیل به اوباش شده است که باید با وجدان و قانون شرافت خود مبارزه کند، زمانی که مجبور می‌شود. با گروهی تبهکار درگیر شود…

## تولید
فیلمبرداری این فیلم در ایالت جورجیا در آوریل ۲۰۲۱ آغاز شد. فیل سفید یکی از آخرین فیلم‌هایی است که بروس ویلیس در آن نقش آفرینی کرد که به دلیل تشخیص «آفازی» از بازیگری کناره‌گیری کرد.
جسی وی. جانسون که قبلاً در زمانی که ویلیس بدلکار بود با وی کار می‌کرد به لس آنجلس تایمز گفت که "روشن بود که او آن بروسی نیست که من به یاد داشتم". خطوط ویلیس به پیشنهاد دستیارش، استیون جی. ایدز، با سرعت بیشتری فیلمبرداری شد. چند نفر از خدمه به یاد می‌آورند که ویلیس سر صحنه فیلمبرداری گیج ظاهر شده است. یکی از اعضای خدمه گفت: "این کمتر آزاردهنده بود و بیشتر شبیه این بود: "چگونه بروس را بد جلوه ندهیم؟" یکی به او خط می‌داد و او معنی آن را نمی‌فهمید." تری مارتین، ناظر تولید، گفت: "او خیلی گمشده به نظر می‌رسید و می‌گفت: "من تمام تلاشم را خواهم کرد." او همیشه تمام تلاش خود را می‌کرد." بعداً از جانسون پرسیده شد که آیا می‌خواهد فیلم دیگری را با ویلیس فیلمبرداری کند، اما این کارگردان این پیشنهاد را رد کرد و گفت: "به عنوان یک تیم تصمیم گرفته شد که فیلم دیگری را انجام ندهیم. ما همه طرفدار بروس ویلیس هستیم و تنظیم اشتباه به نظر می‌رسد. در نهایت پایانی غم انگیز برای یک حرفه باورنکردنی، کاری که هیچ یک از ما با آن احساس راحتی نکردیم.» "